# La Unión (Jipijapa)
La Unión ist eine Ortschaft und eine Parroquia rural („ländliches Kirchspiel“) im Kanton Jipijapa der ecuadorianischen Provinz Manabí. Die Parroquia besitzt eine Fläche von 46,63 km². Die Einwohnerzahl lag im Jahr 2010 bei 1941. Die Parroquia wurde am 18. November 1988 gegründet.

## Lage
Die Parroquia La Unión liegt in der Cordillera Costanera im Süden der Provinz Manabí. Der Ort La Unión befindet sich auf einer Höhe von 450 m, 10 km nördlich von Paján sowie 20 km südöstlich vom Kantonshauptort Jipijapa. Die Parroquia erstreckt sich über einen Höhenkamm zwischen den Flüssen Río Paján im Westen und Estero Andrecillo im Osten.
Die Parroquia La Unión grenzt im Osten an die Parroquia Noboa (Kanton 24 de Mayo), im Süden an die Parroquia Paján, im Westen an die Parroquia La América sowie im Norden an Jipijapa.